# Ark Royal (Schiff, 1985)
Die HMS Ark Royal war ein 1985 in Dienst gestellter britischer Flugzeugträger der Invincible-Klasse. Heimathafen des Schiffes war Portsmouth in Südengland. Es war der fünfte Träger dieses Namens in der Royal Navy.
Die Ark Royal wurde am 11. März 2011 im Hafen von Portsmouth außer Dienst gestellt. Nach mehr als zwei Jahren Aufliegezeit wurde sie im Mai 2013 zum Verschrotten in die Türkei geschleppt.

## Geschichte
Die Ark Royal wurde 1978 bei Swan Hunter Shipbuilders (Wallsend bei Newcastle upon Tyne) auf Kiel gelegt und 1985 in Dienst gestellt. Während des Baus gab es Diskussionen innerhalb der Regierung, ob ein dritter Flugzeugträger der Invincible-Klasse überhaupt notwendig sei. Letztendlich entschied man sich jedoch, das bisherige Flaggschiff Hermes auszumustern und durch die Ark Royal zu ersetzen. Getauft wurde das Schiff am 2. Juni 1981 durch Queen Mum, die ihrem Patenschiff zeitlebens eng verbunden war. Ursprünglich sollte der Flugzeugträger auf den Namen Indomitable getauft werden, entsprechend ihrer Schwesterschiffe Invincible und Illustrious. Die Verschrottung der vorherigen Ark Royal hatte jedoch 1980 in der Bevölkerung zu massiven Protesten geführt, so dass man sich entschied, den traditionsreichen Namen erneut für einen Flugzeugträger zu verwenden.
Während der 1980er-Jahre war das Schiff vor allem in Südostasien im Einsatz und fester Bestandteil der in Hongkong stationierten Ocean Wave Fleet. Nach dem Ende des Kalten Krieges änderten sich die Aufgaben der britischen Flugzeugträger. Die Ark Royal war nun vorwiegend in der Adria im Einsatz, um die NATO bei ihren Kontrollflügen über Jugoslawien zu unterstützen. Seine besondere Flexibilität brachte dem Schiff damals im angrenzenden Italien den Spitznamen „Martini Carrier“ ein, angelehnt an einen Werbeslogan der Firma Martini: „Anytime – Anywhere – Anyhow“.
Im Jahr 1999 begann eine knapp dreijährige Modernisierung im schottischen Rosyth. Hierbei wurden die Flugabwehrgeschütze am Bug entfernt sowie der Hangar erweitert. Zudem wurden sämtliche Kommunikationseinrichtungen erneuert. Im Januar 2003 wurde der Flugzeugträger in den Persischen Golf entsandt. Er diente während des Irakkrieges als Flaggschiff der britischen Streitkräfte. Während des Krieges geschah am 22. März ein schweres Unglück. Zwei Sea-King-Hubschrauber der Ark Royal stießen über dem Persischen Golf zusammen. Hierbei starben ein US-amerikanischer und sechs britische Soldaten.
Nach der Rückkehr aus dem Golf absolvierte das Schiff mehrere Besuche in europäischen Häfen. So war es im November 2003 in Amsterdam und besuchte im März 2004 als erster Flugzeugträger seit 15 Jahren Hamburg. Von Juli 2004 bis zum 29. September 2006 wurde die Ark Royal im schottischen Rosyth einer umfangreichen Modernisierung unterzogen. Hierbei wurde die Kapazität des Trägers von 22 auf 26 Flugzeuge und Hubschrauber, sowie die Tonnage von 20.600 auf 22.000 Tonnen erhöht. Zudem war die Ark Royal nun als zweiter Flugzeugträger weltweit, nach ihrem Schwesterschiff Illustrious, für den Einsatz des Kampfhubschraubers AH-64 Apache ausgestattet.
Die Ark Royal sollte zunächst im Jahr 2015 durch die Prince of Wales ersetzt werden. Alle zukünftigen Pläne der vorhergehenden Labour-Regierung wurden jedoch mit Veröffentlichung ihres neuen Weißbuches durch die neue Koalitionsregierung von Premierminister Cameron im Oktober 2010 „ad acta“ gelegt. Die Ark Royal wurde kurzfristig am 11. März 2011 außer Dienst gestellt, ihre Abschiedstour führte sie Ende November 2010 auch noch nach Hamburg. Das Schiff wurde zum Verkauf ausgeschrieben. Im Mai 2013 wurde das Schiff für 3,4 Mio. Euro verkauft und in die Türkei geschleppt, wo es nach seiner Ankunft in Aliaga verschrottet wurde.
Nachdem es 2014 auf dem Schwesterschiff Illustrious zu einem Brand gekommen war, reisten Experten nach Aliağa, um dem Schrotthändler die benötigten Ersatzteile abzukaufen.

## Technik
Als erstes englisches Kriegsschiff nutzte die Besatzung der Ark Royal auch den Kurznachrichtendienst Twitter als Kommunikationsplattform, um mit Familien und Freunden in Kontakt zu bleiben. Anfängliche Bedenken, dass die Crew so geheime Informationen, egal ob wissentlich oder unwissentlich, veröffentlichen könnte, teilten der kommandierende Kapitän und das Verteidigungsministerium nicht.

## Bilder

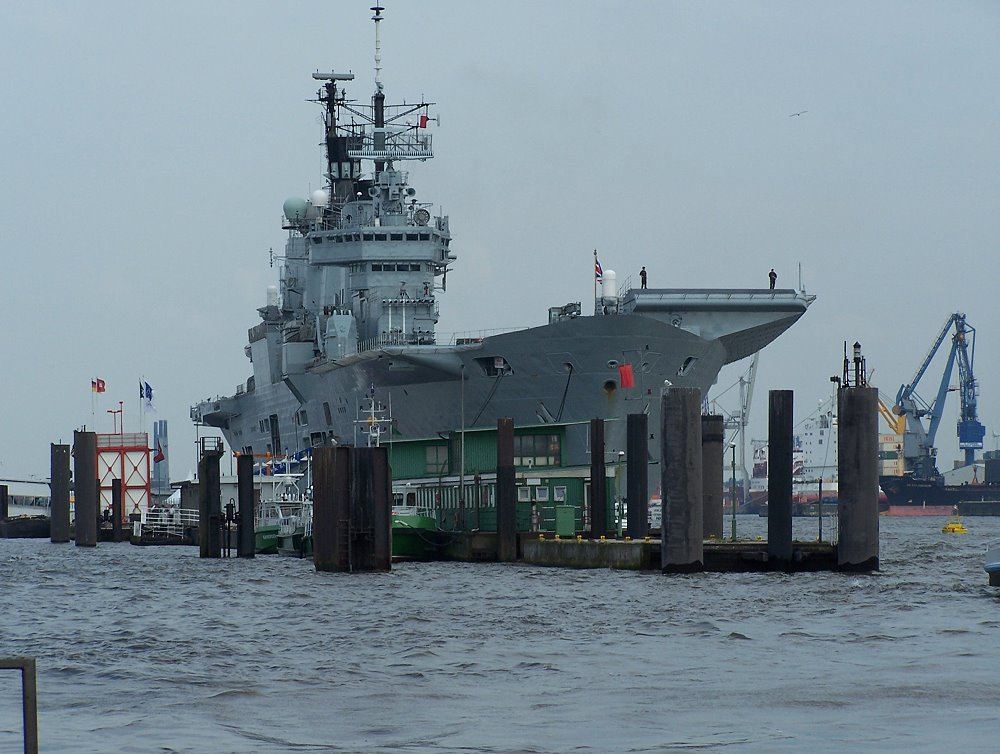
Hamburg, 1. Juni 2007